# Shay Facey
Shay Facey (Manchester, 7 gennaio 1995) è un ex calciatore inglese, di ruolo difensore.

## Carriera
Cresciuto nel settore giovanile del Manchester City, di cui fa parte dal 2007, viene girato in prestito per l'intera stagione della Major League Soccer al New York City, squadra gemellata del club di Manchester. Fa il suo debutto professionistico il 15 marzo 2015 nella prima partita stagionale della MLS contro il New England Revolution, vinta per 2-0.